# Chionodraco hamatus
O Chionodraco hamatus é uma espécie animal capaz de sobreviver a temperaturas que congelariam a maior parte dos peixes.